# Обикновена леска
 Тази статия е за растителния вид.  За рода вижте Леска.  За други значения вижте Леска (пояснение).
Обикновената леска (Corylus avellana) е вид покритосеменни растения от семейство Брезови (Betulaceae).

## Описание
Леската представлява храст с височина 2 – 4 м. По-рядко може да се срещне и като дръвче до 8 – 9 м. Стъблото ѝ е с гладка пепелява кора, която е покрита с кафяви брадавички (лещанки). Листата са обратно яйцевидни, със сърцевидна основа, заострени на върха, неравномерно назъбени, отгоре светлозелени и рядко окосмени. Жилките от долната страна на листата са силно изпъкнали и гъсто окосмени. Мъжките и женските цветове се развиват на едно и също растение. Мъжките цветове са събрани в дълги висящи съцветия тип реса, а женските са групирани по няколко заедно и са подобни на вегетативните пъпки. Плодовете са кръгли, със зелена плодна люспа (шапчица), с вкусна ядка – лешник.
Обикновената леска цъфти през февруари-март преди разлистването, а плодовете узряват през август. Дава изобилен плод всяка година.

## Разпространение
Леската е един от най-разпрострените храстовидни видове в България. Вирее в долната и отчасти в средната лесорастителна зона (докъм 1500 м н.в.) като подлес във и извън горите и образува на места обширни храсталаци – лещаци.

## Беритба и сушене
Плодовете трябва да се берат в пълна зрелост, когато ядката се е втвърдила и се е натрупало по-голямо количество хранителни вещества – мазнини, белтъци, скорбяла и др. Недозрелите плодове са по-бедни на хранителни вещества и по-нетрайни – бързо плесенясват, стават горчиви и ядките им се спарушват. От един храст може да се получат 3 – 5 кг.
Сушенето предотвратява спарването и плесенясването на плодовете. Сушат се на тънък пласт (5 – 6 см) и от време на време се разбъркват. В зависимост от времето сушенето трае 6 – 12 дни. Избягват се високите температури, за да се запазят хранителните вещества, вкусовите качества и ароматът на плодовете.

## Химичен състав на ядките (гранични стойности)%
|                               | Обикновена леска |
| ----------------------------- | ---------------- |
| Водно съдържание              | 4,30 – 5,00      |
| Белтъци                       | 13,80 – 15,00    |
| Мазнини (етерен извлек)       | 52,60 – 55,00    |
| Безазотни екстрактни вещества | 20,40 – 20,60    |
| захари                        | 4,00 – 4,50      |
| глюкоза                       | 1,20 – 1,50      |
| фруктоза                      | 2,40 – 2,80      |
| захароза                      | 0,20 – 0,30      |
| нишесте                       | 12,30 – 15,00    |
| органични киселини            | 0,20 – 0,25      |
| дъбилни вещества              | 0,15 – 0,20      |
| пектинови вещества            | 0,10 – 0,15      |
| Целулоза                      | 1,80 – 2,60      |
| Общо въглехидрати             | 19,00 – 23,50    |
| Минерални соли                | 2,30 – 2,60      |
| калиеви, mg%                  | 510 – 610        |
| натриеви, mg%                 | 12 – 15          |
| калциеви, mg%                 | 150 – 180        |
| магнезиеви, mg%               | 80 – 120         |
| фосфорни, mg%                 | 280 – 320        |
| железни, mg%                  | 2,50 – 4,00      |
| Витамини, mg%                 |                  |
| B1                            | 0,30 – 0,40      |
| В2                            | 0,06 – 0,08      |
| С                             | 40 – 60          |

Ядките съдържат още (по данни на И. Боров) 4,2 mg% манганови соли, 0,015 mg% йодни съединения, 33 mg% хлор, 0,8 mg% пантотенова киселина.
По данни на В. Велинов в ядките има до 0,25 mg% каротин.
От данните се вижда, че ядките имат много ниско водно съдържание. Ето защо са трайни и при обикновени условия могат да се съхраняват до няколко месеца. При по-продължително съхраняване обаче и особено при по-висока температура и влажност ядките гранясват и влошават вкусовите си качества, като могат да станат дори негодни за консумация.

## Значение
Използват се ядките, листата, кората, клоните и дървесината.
Лешниковите ядки имат голяма хранителна и биологична стойност благодарение на високото си съдържание на ненаситени мазнини, белтъци, нишесте и други въглехидрати. Те се използват от най-дълбока древност като храна и лекарство. Вкусовите им качества са много добри. Високите стойности на ценни минерални соли и на витамини от групата В определят голямата биологична стойност на лешниците. Те се използват както за пряка консумация – сурови, печени, озахарени, осолени или млени, – така и за висококачествени сладкиши и бонбони.
Листата и кората упражняват съдосвиващо действие, поради което намират приложение при разширени вени, варикозни язви, тромбофлебит и малки кожни кръвоизливи. Отварата от листата се препоръчва за лечение на увеличена простата.
Използват се също и клоните, които са гъвкави и служат за изплитане на кошове, пчелни кошери тип „тръвни“ и др.
Дървесината на леската е мека, затова се използва за дърворезба.

## Галерия
- Листа
- Плод
- Цъфтеж